# Ogygis Undae
Ogygis Undae es el único campo de dunas del hemisferio sur con nombre en Marte. Lleva el nombre de una de las características de albedo en Marte, Ogygis Regio. Su nombre, que hace referencia a Ogiges, un gobernante mitológico primitivo en la antigua Grecia, fue aprobado oficialmente por la Unión Astronómica Internacional (UAI) el 17 de septiembre de 2015. Está situado a las afueras de Argyre Planitia, una llanura ubicada en las tierras altas del sur de Marte. Las dunas de Ogygis Undae se extienden desde la latitud −49,94°N hasta −49,37°N y desde la longitud 292,64°E hasta 294,93°E (65,07°O – 67,36°O). Están centrados en la latitud -49,66°N, longitud 293,79°E (66,21°O), y se extienden aproximadamente 87 km hacia el este y el oeste desde allí. Ogygis Undae tiene un área de 1904 km2 y, debido a su gran tamaño, es un tema principal de investigación sobre la morfología de las dunas marcianas y la composición de la arena.